# 朱壽錥
長泰昭和王朱壽錥（？—1592年），明朝第六代魯王——魯恭王朱頤坦的第十一子。
萬曆十四年（1586年）二月初六日，禮部題奏，查得魯王朱頤坦庶第十一子朱壽錥是次妃張氏所出，第九子朱壽鏞与朱壽錥同母，已于萬曆十一年冊封為泰興王。现在朱壽錥既經查明没有違碍，按例應改一體准封，明神宗以魯王府庶封甚多，令巡撫、巡按查明具奏。。不久，封長泰王。八月初九日，兵部題奏，魯王朱頤坦與長泰王朱壽錥請給民較，朝廷同意。萬曆二十年（1592年）薨。無子，長泰国除，諡號昭和。